# Košnica (Słowenia)
Košnica – wieś w Słowenii, w gminie Šentjur. W 2018 roku liczyła 119 mieszkańców.